# 當道縣
當道縣，是明代交阯承宣布政使司下轄的一個縣，治所约在今越南宣光省山陽縣東北部分，小底江的上游。

## 沿革
- 永樂五年（1407年）六月癸未置，屬宣化直隸州領，並置當道縣之蘭社巡檢司[3][4]。
- 永樂六年冬十月己卯，陞交阯宣化州為宣化府[5][6][7][8][9]。
- 永樂十四年五月丙午，設交阯底江縣儒學、陰陽學、僧會司、道會司[10]。
- 永樂二十年六月壬寅，宣化府當道縣知縣梁國輔等二十七人來朝貢金銀器及方物，皇太子朱高熾令禮部悉宴勞之[11]。

## 職官
蔡以忠，交趾當道知縣 。